# NGC 6658
NGC 6658 (другие обозначения — UGC 11274, MCG 4-44-2, ZWG 143.2, PGC 62052) — галактика в созвездии Геркулес.
Этот объект входит в число перечисленных в оригинальной редакции «Нового общего каталога».